# Kasugai

Kasugai (春日井市 Kasugai-shi?) este un municipiu din Japonia, prefectura Aichi.